# Корюківка (станція)
Корю́ківка — проміжна залізнична станція 4 класу Конотопської дирекції Південно-західної залізниці, кінцева на тупиковій лінії Низківка — Корюківка.
Розташована у місті Корюківка Чернігівської області, відстань до станції Низківка — 15,975 км.
Поїзди приміського сполучення, що курсували б до станції, відсутні.